# Gerichtsbezirk Albona
Der Gerichtsbezirk Albona (italienisch: distretto giudiziario Albona; slowenisch: občina židovska Labin, kroatisch: kotarsko satničtvo Labin) war ein dem Bezirksgericht Albona unterstehender Gerichtsbezirk in der Markgrafschaft Istrien.
Der Gerichtsbezirk umfasste Gebiete an der Ostküste Istriens bzw. im heutigen Kroatien. Nach dem Ersten Weltkrieg musste Österreich den gesamten Gerichtsbezirk an das Königreich Italien abtreten, nach dem Zweiten Weltkrieg gelangte das Gebiet an Jugoslawien. Er ist heute Teil der Gespanschaft Istrien.

## Geschichte
Um 1850 wurde in Istrien so wie im gesamten Kaisertum Österreich die ursprüngliche Patrimonialgerichtsbarkeit aufgelöst. In der Folge wurde unter anderen der Gerichtsbezirk Albona geschaffen. Der Gerichtsbezirk unterstand dem für die gesamte Grafschaft zuständigen Landesgericht Rovigno, das wiederum dem Oberlandesgericht Triest, das am 1. Mai 1850 seine Tätigkeit aufnahm, unterstellt war.
Auch nachdem Istrien bzw. Triest sowie Görz und Gradisca vom ursprünglichen Kronland Küstenland ihre Selbständigkeit als Kronland erlangten, blieb das Oberlandesgericht Triest die oberste Instanz für den Gerichtsbezirk Albona.
Der Gerichtsbezirk Albona bildete im Zuge der Trennung der politischen von der judikativen Verwaltung
ab 1868 gemeinsam mit dem Gerichtsbezirk Pisino (Pazin) den Bezirk Pisino.
Der Gerichtsbezirk Albona wies 1869 eine Bevölkerung von 12.319 Personen auf.
Bis 1910 wuchs die Einwohnerzahl auf 17.711 an, davon hatten 14.139 Personen Kroatisch (79,8 %) als Umgangssprache angegeben, 2.396 sprachen Italienisch (13,5 %), 166 Slowenisch (0,9 %) und 40 Deutsch (0,2 %). Der Bezirk umfasste zuletzt eine Fläche von 318,83 km² bzw. zwei Gemeinden.
Durch die Grenzbestimmungen des am 10. September 1919 abgeschlossenen Vertrages von Saint-Germain wurde der Gerichtsbezirk Albona zur Gänze Italien zugeschlagen. Nach dem Zweiten Weltkrieg gelangte das Gebiet an Jugoslawien, das Gebiet ist seit 1991 Teil der Republik Kroatien.
| Jahr | Ein- wohner | Deutsch- sprachige | Italienisch- sprachige | Slowenisch- sprachige | Kroatisch- sprachige |
| ---- | ----------- | ------------------ | ---------------------- | --------------------- | -------------------- |
| 1869 | 12.319      |                    |                        |                       |                      |
| 1880 | 14.072      | 71                 | 4.493                  | 119                   | 9.251                |
| 1890 | 15.376      | 75                 | 4.946                  | 242                   | 9.529                |
| 1910 | 17.711      | 40                 | 2.396                  | 166                   | 14.139               |

## Gerichtssprengel
Der Gerichtsbezirk Albona umfasste Ende Februar 1918 die zwei Gemeinden Albona (Labin) und Fianoma (Plomin).